# مدال بولتزمان

مدال بولتزمان

مدال بولتزمن (یا جایزه بولتزمان) (به انگلیسی: Boltzmann Medal) مهم‌ترین جایزه‌ای است که به فیزیکدان‌هایی که دست‌آوردی برجسته در فیزیک آماری و مکانیک آماری داشته باشند اهدا می‌شود. این مدال به افتخار تلاش‌های لودویگ بولتسمان، فیزیکدان اتریشی است.
این جایزه هر سه سال یک بار توسط گروه فیزیک آماریِ انجمن بین‌المللی فیزیک محض و کاربردی در طی همایشی در مورد فیزیک آماری اهدا می‌شود. بر روی این مدال چهره لودویگ بولتزمان نقش بسته‌است.

## دریافت کنندگان
برندگان این جایزه فیزیک‌دان و ریاضی‌دانهایی هستند که سهمی تأثیرگذار در فیزیک آماری در دهه گذشته مربوطه هستند. در این بین برندگان این جایزه ۳ نفر از دانشگاه ساپینزا رم و ۲ نفر از دانشگاه کرنل هستند.
- ۲۰۱۶ دان فرنکل (دانشگاه کمبریج)
- ۲۰۱۳ جیووانی جانا لاسینیو (دانشگاه ساپینزا رم) و هری سوینی (دانشگاه تگزاس در آستین)
- ۲۰۱۰ جان کاردی (دانشگاه آکسفورد) و برنار دریدا (اکول نرمال سوپریور)
- ۲۰۰۷ کورت بیندر (دانشگاه یوهانس گوتنبرگ) و جیووانی گالاووتی (دانشگاه ساپینزا رم)
- ۲۰۰۴ ای‌جی‌دی کوهن (دانشگاه راکفلر) و اچ اوژن استنلی (دانشگاه بوستون)
- ۲۰۰۱ برنی آلدر (دانشگاه کالیفرنیا، دیویس) و کیوزی کاوازاکی (دانشگاه چوبو)
- ۱۹۹۸ الیوت اچ لیب (دانشگاه پرینستون) و بنیامین ویدام (دانشگاه کرنل)
- ۱۹۹۵ سام ادواردز (فیزیکدان) (دانشگاه کمبریج)
- ۱۹۹۲ ژول لب‌ویتز (دانشگاه راتگرز) و جیورجیو پاریسی (دانشگاه ساپینزا رم)
- ۱۹۸۹ لئو کادانوف (دانشگاه شیکاگو)
- ۱۹۸۶ دیوید روئل (مؤسسه آمزشی علمی اوت) و یعکوو گ. سینایی (دانشگاه دولتی مسکو)
- ۱۹۸۳ مایکل فیشر (دانشگاه مریلند در کالج پارک)
- ۱۹۸۰ رادنی بکستر (دانشگاه ملی استرالیا)
- ۱۹۷۷ ریوگو کوبو (دانشگاه توکیو)
- ۱۹۷۵ کنت ویلسن (دانشگاه کرنل)